# 麻雀小僧
『麻雀小僧』（まあじゃんこぞう）は、押川雲太朗による日本の漫画作品。『近代麻雀』（竹書房）2010年9月15日号から2017年2月1日号（2016年12月29日発売）まで連載。続きはAmazon Kindleで刊行中(既刊21巻)。単行本は全16巻。

## 概要
主人公が高レートの麻雀で億単位の金銭を稼ぐ目的で駆け引きを描いていく物語。
作者の過去の作品と容姿・性格・設定が似たキャラクターが多く登場しており、他作品との関係や同一人物かは不明だがスター・システムが多用されているのが特徴。

## 登場人物
正岡 正彦（まさおか まさひこ）
主人公。通称「まー坊」。無邪気な性格だが強い反骨心を秘めており、レートの圧力や対戦相手からの挑発などで折れる事は少ない。とんでもない高レートに出入りする事もあり、対戦相手の所持金を根こそぎ奪うような勝ち方をすることもあるが、それは相手に戦う意思がある場合に限られる。戦う意思が無くなった相手を追い詰めて殺すような事はせず、例え自分が圧倒的に有利でいくらでも勝てる状況で、事前にもまだ続行する取り決めをしていた勝負でも、相手の戦う心が折れたと見た時点で切り上げる。人間関係がシビアになりがちな高レートの世界でもそれを通すまー坊の性格を気に入る大人は多い。
麻雀のスタイルは速攻・バック・片アガリ、果ては形テン狙いの牽制などなんでもありの鳴き麻雀。「できることを全部やってから倒れる」事を信条としており、その通りに鳴き散らかして手が短くなる事もあるが、確かな読みの技術によってそれでも当たり牌を抑えて降りる時はしっかり降り、細かな積み重ねで粘って自分の流れを作っていく。
第1話で雀荘ゴッチのオーナー野口に200万円の借金をし、返済のためにゴッチで働きはじめる。27話で完済後は寮費をそのまま払う条件でゴッチの従業員寮（田中と同室）に居着いたままゴッチや高レートの麻雀で凌いでいく。
見せ金1億円の客船麻雀の開催を知った時は、当初は客船麻雀主催者の三好会長のチームに勧誘を受けるが、タミーとお互いにフリーで出場して戦う事を約束したために断り、自力で1億用意する事を目指す。
野口によると「母子家庭で母親が死に養護施設に入所、後に父親（野口や沼井も一目置く麻雀打ちだったらしい）に引き取られるものの、共に各地を放浪していたため中学にもろくに行っていない」という過去を持つ。常に身につけている年齢に似合わない腹巻きはそんな父親の唯一の形見。
田中
雀荘ゴッチで働く、まー坊の同僚でルームメイト。日本麻雀道連盟Bリーグ所属のプロ雀士。まー坊とは対照的に門前主体で、場況や流れを読みつつ、チャンスには一歩も引かないスタイルの打ち手（もっとも連載開始時は国枝との確執やゴッチのご祝儀麻雀、まー坊の打ち筋へのあこがれ等で自分を見失い、打ち筋を崩していた）。
一流大学に合格したものの、在学中に麻雀の魅力にとりつかれ中退してプロ入りした過去をもつ。実家は福井の酒屋。
17話で国枝に勝利後、プロ雀士を辞めて、まー坊と共に見せ金1億円の客船麻雀への参加を目指すことを決意する。ただし、本人はプロ雀士を辞めるつもりだったが、後に師匠の小池プロの配慮で長期休場扱いにされている。
国枝 知久（くにえだ ともひさ）
日本麻雀道連盟のAリーグ所属のプロ雀士。田中の同期。流れやツキを重視し、無くなると手順や効率をわざと破壊して逆転させるという、野口曰くだだっ子のような打ち手。もっともそれができるのはプロとして真っ当な雀力があり、出自からくるわがままで他人をかえりみない性格があるからこそである。
大手パチンコチェーンの元社長（社長職は兄が継いでいる）の息子で、実家が所有するマンションに住み、最上階の一室でたびたび高レートのマンション麻雀を主催している。17話で田中とのビンタ麻雀に敗北し、以後リベンジのためにまー坊・田中同様に見せ金1億円の客船麻雀への参加を目指す。
熊部（くまべ）
雀荘ゴッチのマネージャー。妻子持ち。実力はあるが、経営のために流れが悪くなった客に勝たせ、卓の維持に苦心する。自分の経営方針と対立する存在であるまー坊を潰すために対決するが、敗北する。その後、まー坊の借金返済のためにマンション麻雀を紹介する。
野口（のぐち）
雀荘ゴッチのオーナー。普段の店では場を荒らさない打ち方に徹しているが、元日本麻雀道連盟のプロ雀士で、雀道位を連覇した過去を持つ。
川崎
ゴッチの常連。寿司屋。
高橋 常夫
通称ツネ。テレビ番組製作会社のプロデューサー。雀力はあるが、慎重な性格のために自分がリスクが高いレートの時は一切手を出さない。
沼井
幾つもの会社を経営しているやり手だが、本人曰く本業は麻雀打ちで、社長の座は麻雀で勝って得たもの。まー坊の父親とも親交があったらしい。元全日本クラスのラグビー選手だったが腰を痛めて引退。差し馬・言動・打ち筋などあらゆる手段で相手にプレッシャーをかけて押しつぶす剛胆な打ち手。まー坊が連載で最初に敗北を覚悟した対戦相手。
見せ金1億円の客船麻雀の発案者で、その裏で6人のチームを結成し賞金を独り占めしようと画策し、まー坊をチームに引き入れようとした。
東谷
通称ヒゲ谷。元バーテンで富裕層のうけがよく、その人脈を生かして都内を転々としながら高レートのマンション麻雀を主催している。
見せ金1億円の客船麻雀の窓口担当でもあり、主催者である三好会長の命令で沼井のチームを潰すためのチームも編成している。
コウ
東谷のマンション麻雀でメンバーが足りないときに打つ要員として雇われている、いわゆる打ち子。相手の情報を得て、対応する麻雀を打っていく。日本人と中国人のハーフだが、父の死でどちらとも相容れない人生を歩んできた。野球賭博も開帳している。
今西
東谷のマンション麻雀の客。まー坊と何度も同卓したことで鍛えられたらしく、三好会長主催の予選では好調な出だしを歩む。
タミー / 田村
幼いころのまー坊とも面識があり、まー坊が目標にしている人物。熊部曰く「二十代そこそこで高レートの世界に現れ、ずっとトップクラスに君臨し続けているバケモノ」。まー坊の挑戦に答えるかたちで、フリーで見せ金1億円の客船麻雀に参加するべく沼井・東谷両方のチームの誘いを断った。
結城（ゆうき）
沼井チームのメンバーの1人。北海道の大地主。まー坊の実力を試すために現れ、祝儀の得た数で勝敗を決める特殊な差し馬で勝負した。
みーちゃん
本名不明。沼井の経営するクラブの売れっ子ホステス。公称22歳、実は29歳。
まー坊をいたく気に入り、何かと気にかけている。実は麻雀の腕もかなりのもの。
古屋
日本麻雀道連盟のAリーグ所属の雀士。沼井チームのメンバーの1人。ムーアに頼まれて沼井のグループメンバー選出の予選に彼を推薦した。
ムーア
お笑い芸人。もっとも高橋曰く「収入の大半が大物芸能人相手の高レート麻雀」であり、古屋曰く「たまに劇場にでているのでなければただの雀ゴロ」。
容姿に反して23歳の若手。沼井のグループメンバー選出の予選に（米津に雇われて、こっそり米津をサポートする目的で）参加。
白鳥（しらとり）
札幌の高レート麻雀出身の若手。結城に見いだされて沼井のグループメンバー選出の予選に参加。
函館の港町出身で、家庭環境が原因で少年時代はよく暴れた結果、更生施設に送られ高校にも行っていないというまー坊によく似た過去を持つ。
その人当たりの柔らかさとは裏腹に強靱な意志を持ち、行くべきではない局面ではどんな手になっても前に出ず、行くべき局面ならどんなことがあってもアガリを目指すというメリハリの効いた麻雀を打つ。
米津 舞斗（よねづ まいと）
高橋の所属するテレビ番組製作会社の社長。ただし機材や運営の資金を出しているだけの名目上のみの社長。さそり座。大物女優米津由紀代の息子で、国枝同様わがままなお坊ちゃまだが、麻雀の腕は遠く及ばず、引くべき時や早上がりを目指す時にじっくり構えるなど場が見えておらず、高橋曰く「熱くなると何も見えなくなってどこまでも行くタイプ」。沼井のグループメンバー選出の予選に参加するが、敗北。その後も金に飽かせて様々な場面に登場する。ただしここ一番でとてつもない運を発揮することがあり、予選の初戦ではまー坊から国士を直撃していきなりまー坊を苦境に立たせたかと思えば、予選最終戦で自信には予選突破の目がないにも関わらず暫定4位の山本から四暗刻単騎を上がってまー坊を4位に滑り込ませるなど、良くも悪くも場を荒らす要因になる。
大野
米津の母親が所属するプロダクションの関係者。母親の威光を盾にする米津を（仕方なく）沼井のグループメンバー選出の予選に推薦した。
三好 春伸
三好財閥グループ総帥。沼井がラグビー選手だった時代から親交があり、沼井の発案した見せ金1億円の客船麻雀に賛同して主催者となった。だが沼井が賞金を独り占めしようと趣旨に反して裏でチームを結成したため、対抗できるチーム結成を東谷に命令。その東谷の眼鏡にかなったまー坊をテストするために3vs1のサシ馬30万の麻雀をセッティングした。
予選では、打ち手の数合わせとして参加。手牌から最高形を見据えた腰の重いスタイル。
船越（ふなこし）
物理学者。三好会長の資産運用のアドバイザー。確実に勝てる相場にしか手を出さない男で、その読みは逸品。麻雀の打ち筋も同様。
三好会長がまー坊をテストしようとした麻雀の3人チームのリーダー的存在。
大和 五郎（やまと ごろう）
東谷のチームメンバーの1人。見せ金1億円の客船麻雀に参加させるために関西から急遽呼びつけられた。
山本
雀荘のオーナー。三好のチーム予選に参加。鳴いて場を切り開いていくまー坊と異なり、臆病に見えて冷静に場を見極めぶつかり合いを避けながらの速攻やかわし手が特徴。予選では田中と国枝の2人がぶつかり合う脇で漁夫の利を得る形で予選を突破し、本戦ではまー坊を苦戦させるが、最後の最後に米津の四暗刻単騎（仮にダブル役満扱いになっても米津は決勝進出に至らず、ただ山本の決勝進出を妨害するだけの手）に放銃する形で脱落する。

## 書誌情報
- 押川雲太朗 『麻雀小僧』 竹書房〈近代麻雀コミックス〉、全16巻
  1. 2011年6月7日発売、ISBN 978-4-8124-7591-1
  2. 2011年7月16日発売、ISBN 978-4-8124-7627-7
  3. 2011年11月17日発売、ISBN 978-4-8124-7692-5
  4. 2012年4月17日発売、ISBN 978-4-8124-7766-3
  5. 2012年11月17日発売、ISBN 978-4-8124-8033-5
  6. 2013年2月16日発売、ISBN 978-4-8124-8101-1
  7. 2013年7月5日発売、ISBN 978-4-8124-8338-1
  8. 2013年11月7日発売、ISBN 978-4-8124-8445-6
  9. 2014年4月17日発売、ISBN 978-4-8124-8558-3
  10. 2014年9月5日発売、ISBN 978-4-8124-8781-5
  11. 2015年2月14日発売、ISBN 978-4-8019-5087-0
  12. 2015年8月1日発売、ISBN 978-4-8019-5324-6
  13. 2015年12月15日発売、ISBN 978-4-8019-5423-6
  14. 2016年6月1日発売、ISBN 978-4-8019-5541-7
  15. 2016年11月1日発売、ISBN 978-4-8019-5672-8
  16. 2017年3月1日発売、ISBN 978-4-8019-5770-1